# 李沆
李沆（947年—1004年），字太初，洺州肥乡人，北宋名臣。
太平兴国五年，举进士甲科。真宗即位后，任户部侍郎、参知政事。咸平初年，改任中书侍郎。秉性亮直，内行修谨，时称「圣相」。李沆政治理念保守，绰号「没口匏」，曾说：「吾为相无他能，唯不改朝廷法制，用此以报国。」有一書生叩馬獻上書狀，批評李公的缺點：「居大位而不能康濟天下，又不引退以讓人，久妨賢路，能無愧乎？」李沆表示自己想退休「奈上未允，不敢去也。」文学上，以继承韩愈、柳宗元自许，倡导古文运动。景德元年（1004年）7月23日，病逝，时年58岁。噩耗传来，真宗当即痛哭说：「沆为人忠良纯厚，始终如一，岂意不享遐寿。」有《河东先生集》。